# Великий Ахун
Великий Аху́н — гора на Кавказі. Висота 663 метри.
На вершині гори є оглядова башта, побудована в 1936 році за проектом архітектора С. І. Воробйова. Висота башти 30,5 м. Вона побудована з тесаного білого вапняку в романському стилі (будувалася 10 місяців). З башти відкривається прекрасна панорама Чорноморського узбережжя (від Лазаревського до Піцунди) і Кавказьких гір. Від ММЦ «Супутник» (Сочі) до неї веде 11-кілометрове шосе.